# João Santos Flores
João Santos Flores (Fanhões, 21 oktober 1979) is een Portugees voormalig voetballer die als middenvelder speelde. Op 13 augustus 2004 heeft hij voor de Nederlandse club FC Zwolle zijn debuut gemaakt in de wedstrijd tegen Emmen. Zeven dagen later op 20 augustus 2004 speelde hij zijn laatste wedstrijd tegen Haarlem. In augustus 2005 werd zijn contract ontbonden. Hij was Portugees jeugdinternational.

## Carrière
| Seizoen | Club      | Land      | Competitie     | Wed. | Goals |
| ------- | --------- | --------- | -------------- | ---- | ----- |
| 2004/05 | FC Zwolle | Nederland | Eerste divisie | 2    | 0     |
| Totaal  | Totaal    | Totaal    | Totaal         | 2    | 0     |